# Großsteingrab Geel Skov 3
Das Großsteingrab Geel Skov 3 ist eine megalithische Grabanlage der jungsteinzeitlichen Nordgruppe der Trichterbecherkultur im Kirchspiel Søllerød in der dänischen Kommune Rudersdal.

## Lage
Das Grab liegt südlich von Holte am Nordrand des Waldgebiets Geel Skov. In der näheren Umgebung gibt es mehrere weitere megalithische Grabanlagen.

## Forschungsgeschichte
Im Jahr 1982 führten Mitarbeiter der Altertümerverwaltung eine Dokumentation der Fundstelle durch.

## Beschreibung
Die Anlage besitzt eine runde Hügelschüttung mit einem Durchmesser von etwa 6 m und einer erhaltenen Höhe von 0,4 m. Von einer möglichen steinernen Umfassung sind keine Reste erkennbar. Auf dem Hügel wurden Reste einer Verfüllung aus verbranntem Feuerstein festgestellt. Eine Grabkammer ist nicht auszumachen. Über den Hügel führt ein Weg.